# Пантазина
Пантазина је насеље у Италији у округу Империја, региону Лигурија.
Према процени из 2011. у насељу је живело 127 становника. Насеље се налази на надморској висини од 433 м.